# Goossee
De Goossee (Deens: Goos Sø, Gås Sø) is een meer in de Kreis Rendsburg-Eckernförde in de Duitse deelstaat Sleeswijk-Holstein. Het meer ligt tussen de baai van Eckernförde en de gemeente Goosefeld, Altenhof en Eckernförde.

## Naam
De naam is waarschijnlijk afgeleid van het Nederduitse Goos en het Deense Gås, (uitgesproken als Gooss), beiden termen voor ganzen.

## Ligging
Het wateroppervlak van het huidige, sterk dichtgeslibde meer wordt gedeeld door de gemeenten Altenhof en Goosefeld; een deel van het dichtgeslibde gebied behoort tot Eckernförde. Het meer, dat oorspronkelijk in verbinding stond met de Oostzee, is van de Oostzee gescheiden tussen het stadsdeel Eckernförde Sandkrug en het stadsdeel Altenhof Kiekut door een dam met daarop de B76, maar is ermee verbonden door een uitlaat. Er wordt water uit het meer gepompt zodat het waterpeil 0,7 meter onder de zeespiegel ligt.
Het Goosmeer staat sinds de jaren 1980 onder speciale bescherming. Het ligt in het beschermde kustlandschap van het Dänischer Wohld.

## Geschiedenis
De Goossee werd gevormd tijdens de Weichseliaanse ijstijd: De Weichseliaanse gletsjer in de Oostzee splitste zich in een “Holstein Lobus” en een “Eckernförde Lobus” in Sleeswijk-Holstein; de “Eckernförde Lobus” splitste zich op zijn beurt in een noordelijke (“Windebyer Noor-Zunge”) en een zuidelijke (“Wittensee-Goossee-Zunge”) gedeeltelijke ijstong in het huidige Eckernförde gebied, gebruik makend van een dieptelijn van de baai van Eckernförde (die volgens sommige geologen voor de ijstijd is ontstaan). De noordelijke ijstong vormde de Hüttener Berge en de Wittensee-Goossee-tong vormde de Duvenstedter Berge. De laagvlakte van de Goossee is dus, net als de Windebyer Noor, een nog bestaand ijstongbekken uit de Weichseliaanse ijstijd; zowel aan de kant van Eckernförde als aan de kant van Altenhof zijn voormalige steile kusten te vinden. 5000 jaar geleden besloeg het meer een oppervlakte van 150 hectare, in 1877 was het nog 50 hectare.
In de 17e tot 19e eeuw (tot 1873) verbond een kanaal de Goossee met de baai van Eckernförde ter hoogte van het huidige paviljoen op het Oostzeestrand en dus noordelijker dan de huidige uitmonding. Het diende als een binnenvaartverbinding van het laadgebied aan het Goosmeer om bakstenen en kalk van de steenfabriek (Windebyer Ziegelei) en een kalkbranderij die daar destijds bestonden, naar de stadshaven van Eckernförde te vervoeren.
Volgens de plannen die de Pruisische hoofdingenieur Carl Lentze in 1865 in opdracht van de regering opstelde, zou het oostelijke eindpunt van het Noord-Oostzeekanaal in de Goossee hebben gelegen.
Als het Morgenthau-plan was uitgevoerd, zou de Goossee en zijn uitmonding in de Oostzee na de Tweede Wereldoorlog de landsgrens zijn geworden tussen Denemarken en de internationale zone van het Kaiser-Wilhelmkanaal.
{{{1}}}° 0′ NB, {{{5}}}° 0′ OL